# Денисенко, Алексей Алексеевич (химик)
}}
Денисе́нко Алексе́й Алексе́евич (4 мая 1930, село Николаевка, Бердянского района Запорожской области Украинской ССР) — заслуженный химик Российской Федерации, ветеран труда Российской Федерации, Почётный гражданин города Можги. С апреля 1969 по 1990 год, руководитель градообразующего предприятия — завода «СВЕТ». ( прим. Завод "СВЕТ" оставался главным поставщиком тары для химических реактивов вплоть до 1992 года. [1])

## Биография
Родился в крестьянской семье. Украинец. В 1948 году окончил среднюю школу в с. Николаевка, в 1953 году - Харьковский политехнический институт им. В.И. Ленина по специальности инженер-механик. Распределение получил на Ижевский металлургический завод, где работал мастером с августа 1953 года по декабрь 1953 года.
В декабре 1953 года по комсомольской путёвке был направлен на механизацию села директором машинно-тракторной станции с. Удугучин Старо-Зятцинского района УАССР.
В январе 1956 года вступил в ряды КПСС.
В ноябре 1958 года был назначен директором Старо-Зятцинской ремонтно-технической станции, а в апреле 1961 года – управляющим Старо-Зятцинским районным отделением «Сельхозтехника».
С июля 1962 года Алексей Алексеевич работал заместителем управляющего по производству Можгинского межрайонного отделения
"Сельхозтехника», затем главным инженером – заместителем управляющего по производству Можгинского районного объединения "Сельхозтехника».
В мае 1965 года А.А. Денисенко был назначен директором строящегося авторемонтного завода в г. Можге.
С августа 1969 года по май 1990 года (до выхода на пенсию) Алексей Алексеевич Денисенко – директор Сюгинского стекольного завода «Свет» в г. Можге.
Под его руководством было реконструировано все стекольное производство, введены в действие цеха: по производству пластмасс, ремонтно-механический, транспортный, компрессорный; построено здание заводоуправления со столовой. Были созданы уникальные производственные мощности с высоким уровнем механизации и автоматизации технологических процессов. При проведении работ по техническому перевооружению предприятия уделял внимание вопросам эффективности и безопасности производства. Обеспечил строительство жилого микрорайона «Свет», социально бытовых объектов.
Алексей Алексеевич Денисенко избирался депутатом Верховного Совета Удмуртской АССР, в течение многих лет являлся членом бюро Можгинского горкома КПСС, избирался депутатом городского Совета нескольких созывов, возглавлял работу Совета общественности микрорайона завода «Свет», организовывал работу с подшефными школами № 4 и № 7, а также с колхозами «Победа» и «Восход».
Алексей Алексеевич Денисенко умер 5 декабря 1996 года.

## Награды и звания
Алексей Алексеевич Денисенко удостоен звания:
«Заслуженный химик Российской Федерации»,
«Почётный гражданин города Можги»
Награждён двумя орденами «Трудового Красного Знамени», «Знаком Почёта», знаком «Отличник химической промышленности СССР».
Медалью «За доблестный труд. В ознаменование 100-летия со дня рождения В.И. Ленина»
И другими юбилейными медалями и почётными грамотами.

## Память
- 4 декабря 2015 года в центральной городской библиотеке им. Н. С. Байтерякова (г. Можга) был проведён вечер памяти «Верность жизненной правде», посвящённый 85-летию Денисенко[1].